# 트랜스젠더 관련 주제 목록

## 사람과 행동
- 트랜스젠더
  - 트랜스여성
  - 트랜스남성
  - 트랜스젠더 청소년
- 성전환증
- 크로스드레싱
- 트랜스베스티즘(이성복장도착증)
- 드랙
- 뉴트로이스
- 양성성
- 젠더퀴어
- 쉬메일
- 제3의 성

## 기본 용어

### 사회적 성
- 바이젠더
- 시스젠더
- 성별 이분법
- 젠더 블라인드
- 성정체성
  - 성 정체성 장애
- 젠더리즘
- 젠더표현
- 젠더퀴어
- 성역할
- 팬젠더
- 트라이젠더

### 생물학적 성
- 성징
  - 성기 또는 "1차 성징"
  - 2차 성징
- 성결정계
- 성 지정

### 간성(인터섹스)
- 성발달 이상
- 남녀한몸
- 간성 (성)

### 성적 지향
- 이성애
- 동성애
- 양성애
- 무성애

### 기타
- 이성애 규범성
- 성소수자
- 퀴어
- 트랜스포비아
- 트랜스배싱

## 성전환 관련 주제

### 사회적 성전환
- 성전환 (젠더)
- 패싱 (젠더)
- 클로짓
- 커밍아웃
- 트랜스젠더의 성
  - 트랜스레즈비언
  - 트랜스게이

### 보조도구
- 가슴압박대
- 엉덩이뽕
- 뽕 (패드)

### 의학적 성전환
- 성전환 치료
  - 트랜스젠더 호르몬 치료
  - 성전환 수술
    - 여성화 성전환 수술
      - 유방 확대술
      - 고환 적출술
      - 얼굴 여성화 수술
      - 음경 절제술
      - 질성형술
        - 질확장기

      - 음핵성형술
      - 음성 여성화 수술

    - 남성화 성전환 수술
      - 남성 흉곽 재건술
      - 음경 재건술
      - 메토이디오플라스티
      - 얼굴 남성화 수술

### 법적 측면
- 트랜스젠더 권리
  - 개명
- 트랜스젠더 인권 단체
- 욕야카르타 원칙
- 트랜스젠더와 병역

## 의약
- 성 정체성 장애
- 소아기의 성 주체성 장애
- 성 관계 장애
- 성적 성숙 장애
- 자아 비친화성 성적 지향